# بروس كريشنر
بروس كريشنر (بالإنجليزية: Bruce Kershner)‏ هو كاتب وعالم بيئة أمريكي، ولد في 17 أبريل 1950، وتوفي في 16 فبراير 2007 بسبب سرطان المريء.